# قدمگاه (نهبندان)
قدمگاه روستایی در دهستان نه بخش مرکزی شهرستان نهبندان استان خراسان جنوبی ایران است. بر پایه سرشماری عمومی نفوس و مسکن در سال ۱۳۹۰ جمعیت این روستا ۱۷۹ نفر (در ۶۴ خانوار) بوده‌است.